# Ptolemaj
Klavdij Ptolemaj [klávdij ptolemáj] (starogrško Κλαύδιος Πτολεμαῖος, latinizirano: Klaúdios Ptolemaíos, latinsko Claudius Ptolemaeus), starogrški ali egipčanski astronom, astrolog, matematik, geograf in fizik, * okoli 85, mogoče Ptolemais Hermia, Tebaida, Egipt, † okoli 170, mogoče  Aleksandrija.

## Življenje in delo
O njegovem življenju ne vemo tako rekoč nič. Ugotovljeno je samo to, da je moral v letu 150 delati v Aleksandriji, kjer naj bi bil tudi od 127 do 141. Čeprav so imeli Ptolemaja za člana aleksandrijske grške družbe, podatkov o njegovem rojstvu in izvoru ni. V kasnejši arabskih virih so ga navajali kot Zgornjega Egipčana, kar nakazuje, da je izviral iz južnega Egipta. Kot Hiparh pred njim, je dobro poznal tudi babilonsko astronomijo.
Ptolemaj je grško ime. Pojavlja se v grški mitologiji in ima homersko obliko. Med makedonskim višjim slojem je bilo v obdobju Aleksandra Velikega ime pogosto. Mnogi med njimi so bili v Aleksandrovi vojski. Verjetno je malo verjetno, da je Ptolemaj izhajal iz vladarske družine. Ime Klavdij je rimsko in nakazuje, da je bil Ptolemaj rimski državljan. Al Hvarizmi je menil, da je bil Ptolemaj potomec rimskega cesarja Klavdija in da so se zaradi tega njegovi potomci tako imenovali.

### Astronomija
V svoji knjigi Megale mathematike syntaxis tes astronomias (Η Μεγάλη Σύνταξις, Velika razprava, izvirno Μαθηματικἠ Σύνταξις, Matematična razprava) (Velika astronomska zgradba (Velika astronomska sintaksa, Matematična zbirka, Veliki zbornik astronomije)) iz leta 150, v arabskem prevodu el-Haddžadž b. Hetara z imenom Tabir al magesthi (el-Midžisti) iz leta 827, pozneje latinizirano v Almagest (Almages), je v sistematični obliki dal prikaz celotne astronomije do svojega časa, ob koncu aleksandrijske dobe, pri čemer se je opredelil za geocentrični sestav, kar je bilo velikega pomena. Ker delo ni vsebovalo ničesar, kar bi nasprotovalo tedanjemu uveljavljenemu svetovnemu nazoru, je ostalo podlaga za vsakršno astronomsko znanje vse do 17. stoletja. Njegov sestav je temeljil na predpostavki, da se Sonce, planeti in zvezde vrtijo okrog Zemlje kot nepomičnem središču Vesolja. Čeprav je bila zasnovana na napačni predpostavki, se je ta teorija dobro skladala z opazovanji gibanj planetov. Šele s Kopernikovo teorijo iz leta 1500, so njegov sestav zamenjali s heliocentričnim sestavom. V zadnjem času so ugotovili, da Almagest ni mogel biti napisan pred letom 150.
Babilonski astronomi so razvili aritmetične postopke za računanje astronomskih pojavov. Grški astronomi so izdelali geometrične modele za računanje nebesnih gibanj. Ptolemaj je trdil, da je razdelal svoj geometrični model iz izbranih astronomskih opazovanj svojih predhodnikov v razponu več kot 800 let, čeprav so astronomi kasneje sumili, da je podatke priredil neodvisno od opazovanj. Ptolemaj je predstavil svoje astronomske modele v priročnih razpredelnicah, s katerimi je bilo moč izračunati lege Sonca, Lune in planetov v prihodnosti ali preteklosti, čas vzhajanja in zahajanja zvezd ter nastop Sončevih in Luninin mrkov. Iz njegovih tabel so se kasneje razvile znane arabske tabele zidži. V delu Vzhajanje nepomičnih zvezd (Phaseis) je navedel parapegmo, zvezdni koledar ali almanah, ki je temeljil na pojavitvah ali izginevanjih zvezd v teku tropskega leta.
Ptolemaj je postal navdušen in izključen pristaš epiciklov. Nekateri zgodovinarji znanosti so poskušali zmanjšati njegov ugled, ker skoraj ni vnesel svojih zamisli, ampak je samo naprej razvijal, kar so v prvi črti zapustili Kidinu, Hiparh in drugi kaldejski astronomi. Vendar je tudi to bilo veliko delo. Zapletenost epiciklov, ki so postavljeni drug v drugega in drug iznad drugega je takšna, da so se ljudje s težavo znašli. Za Alfonza X. Modrega, kralja Kastilije, (vladal od 1252 do 1282) so epicikli postali zlovešči. Ta vladar se je zelo zanimal za znanost in je v vsakem pogledu podpiral učenjake - Arabce, Jude in Kristjane, ki so živeli v Španiji. Med proučevanjem Ptolemajeve teorije epiciklov je izjavil: »Če bi me bog pri ustvarjanju sveta vprašal za nasvet, bi bilo mnogo stvari preprosteje ustvarjeno.« S tem sicer ni želel izreči nobenega teoretičnega mišljenja, pa so ga vseeno obsodili zaradi bogohlinja in je izgubil prestol. Pri tem pa je bil svet vseeno ustvarjen preprosteje kot pa so slutili tisti smešni oponašalci antičnega znanja iz njegove okolice. Ptolemaj je razmišljal o vrtenju Zemlje okrog svoje osi, vendar je zamisel vnaprej odbijal, ker bi se pri vrtenju Zemlja zaradi velike centrifugalne sile morala razpasti. Pri tem se ni domislil, da bi prav gotovo morala razpasti tudi tista kristalna krogla zvezd stalnic, ki je hitreje rotirala. Ocenil je astronomsko enoto, povprečno razdaljo Sonca od Zemlje (geocentrično) na 1210 Zemljinih polmerov, kar je z današnjimi enotami 7,7 · 109 m, in je 19-krat premalo. Polmer krogle nepomičnih zvezd pa je bil po njem 20.000-krat večji od Zemljinega.
Uporabljal je število, minutno in sekundno razdelitev kotne stopinje. Leta 137 (138) je sestavil zvezdni katalog, ki je vseboval 1028 zvezd, in so dolgo časa mislili, da ga je posnel z navadno ekstrapolacijo od Hiparha. Bil je prepričan, da je označil vse vidne zvezde. V resnici pa je zaznamoval samo večino v Aleksandriji vidnih zvezd z navideznim sijem največ 4m in pa še nekaj šibkejših. Večino zvezd v njegovem katalogu je videl tudi Hiparh.
Ptolemaj je uvedel pojem magnitude (oznaka m) in navedel lege zvezd vse do magnitude 6m. Sestavil je točen seznam vseh imen ozvezdij, ki so tedaj obstajala v babilonskih in grških izvorih. Od teh imen jih uporabljamo danes še 48. Popisal je tudi Rimsko cesto in pripravo zvezdnega globusa. O Rimski cesti je zapisal: »Mlečna cesta ni krog, temveč območje, ki je vsepovsod tako belo kot mleko in to ji tudi daje ime. To območje ni povsod enako in niti ne povsod pravilno, temveč se razlikuje tako po širini, odtenku ali barvi, kakor tudi po številu zvezd v svojih delih in v raznolikosti njihovih leg. Poleg tega je na nekaterih delih razdeljena v dve veji, kar zlahka vidimo, če jo opazujemo z malo pozornosti.« Takšne opise je popravil šele Galilei leta 1610. Ptolemaj je opisal odprto kopico M7 kot meglico, ki se njemu v čast imenuje Ptolemajeva kopica.
Ptolemaj je odkril nepravilnost v gibanju Lune, evekcijo, ki ima vrednost:
76' sin (2 (1 - l) - m) ,
kjer sta l srednja longituda Sonca in m srednja anomalija Lune.
V Almagestu je zapisal: »Preprostosti pojavov na nebu ne smemo presojati po tem, kar se nam ljudem zdi preprosto, ne glede na to, da na svetu pojem 'preprost' sploh ni enoten … Vzeto s človeškega stališča bi se nam ne mogel noben nebesni pojav zazdeti 'preprost', niti večno enako vsakodnevno gibanje; kajti prav to v neskončnost enako vrtenje je pri nas ljudeh … preprosto nemogoče.«
Njegov model in računske postopke so prevzeli in prilagodili v arabskem svetu in Indiji, saj so bili zadovoljivo točni za uporabo v astronomiji, astrologiji, merjenju časa, izdelavi koledarjev in navigaciji.

### Geografija
V delu Zemljepisno navodilo (Geografike hyfegesis), je ocenil velikost Zemlje, opisal njeno površje in označil veliko mest po zemljepisni širini in dolžini. Tudi to delo je zbirka tistega kar je bilo v tistem času znanega o svetovni geografiji v Rimskem imperiju. Ptolemaj se je zanašal na zgodnejšega geografa Marinosa Tirškega Tirškega in na geografske leksikone o Rimskem in antičnem Perzijskem imperiju. Večina virov, ki se je nanašala na zunanja področja Rimskega imperija, pa je bila nezanesljiva.
Prvi del Navodila govori o podatkih in postopkih, ki jih je uporabljal. Kakor pri modelu Osončja v Almagestu je postavil tudi tukaj vse v veliko sliko. Podobno kot Marinos je označil vsa zemljepisna področja, ki jih je poznal, z zemljepisnima koordinatama, ter določil mrežo napeto okrog zemeljske oble. Širina se je merila enako kot danes od ekvatorja, vendar jo je Ptolemaj raje izražal kot dolžino najdaljšega dne namesto kotne stopinje (dolžino dneva ob poletnem Sončevem obratu narašča od 12 ur do 24 ur, ko se premikamo z ekvatorja na polarni krog. V knjigah 2 do 7 je uporabljal stopinje, in je postavil ničti poldnevnik (dolžina 0°) na najbolj zahodni celinski del, ki ga je poznal, na Blagoslovljene otoke (μακαρων νησοι). Otoki so bili morda Zelenortski otoki in ne Kanarski otoki, kot so dolgo časa mislili. Otočje je na zemljevidu označeno s šestimi točkami in napisom »FORTUNATA«.
Navedel in določil je tudi način izdelave zemljevidov tako celotnega naseljenega sveta (oikoumenè) kot tudi Rimskih provinc. V drugem delu Navodila je za zemljevide podal potreben topografski seznam in napise. Njegov naseljeni svet se je raztezal od dolžine 180 stopinj od Blagoslovljenih otokov v Atlantskem oceanu do sredine Kitajske in približno od širine 80 stopinj od Shetlandskih otokov (Tule, Θούλη) do anti-Meroeja na vzhodni obali Afrike. Dobro se je zavedal da je poznal le četrtino zemeljskega površja in da so bila področja južno od Kitajske podana napačno. Tudi Tihega oceana ni poznal.
Zemljevidi iz ohranjenih rokopisov Ptolemajevega Navodila izvirajo iz okoli leta 1300. Besedilo je malo pred tem ponovno odkril bizantinski učenjak Planud. Zgleda da imajo topografske tabele v knjigah 2-7 več virov. Besedilo so večkrat dodajali tudi stoletja kasneje. Tako so podatki v različnih delih Navodila verjetno iz različnih obdobij.
Zemljevide so na podlagi znanstvenih načel izdelovali že od časa Eratostena. Ptolemaj je izboljšal projekcije. Znano je, da je bil zemljevid sveta, izdelan po Navodilu, v rimskih časih na razstavi v mestu Autun v Franciji. V 15. stoletju so začeli tiskati Ptolemajevo Navodilo z zemljevidi v litografijah. Prva takšna izdaja je izšla leta 1477 v Bologni, takoj nato pa ji je leta 1478 sledila izdaja iz Rima. Izdaja, tiskana leta 1482 v Ulmu, ki je vsebovala zemljevide v lesorezih, je bila prva severno od Alp. V primerjavi s sodobnimi, so zemljevidi izgledali popačeno, ker so bili Ptolemajevi podatki netočni. En razlog za to je, da je bila Ptolemajeva ocena za velikost Zemlje premajhna. Eratostenova ocena je bila 700 stadijev za stopinjo na velikem krogu, Ptolemajeva pa je bila 500 stadijev. Zelo verjetno je, da je šlo za enaka stadija, ker je Ptolemaj močno prilagodil dolžinske stopinje glede na starejše merilo. Če sta oba uporabljala atiški stadij približno 185 m, je bila starejša ocena 1/6 prevelika, Ptolemajeva pa 1/6 premajhna. Razlika, ki so jo pojasnili nedavno, izhaja iz preprostih metod za merjenje velikosti Zemlje, saj so zaradi loma svetlobni žarkov v zraku za 1/6 Zemljine ukrivljenosti dale prevelike ali premajhne rezultate za količnik 5/6.
Ker je Ptolemaj izpeljal več svojih pomembnih širin iz grobih vrednosti dolžine najdaljšega dne, so v povprečju napačne za stopinjo, 2 stopinji pri Bizanc in 4 pri Kartagini. Sposobni staroveški astronomi so sicer poznali njihove širine kvečjemu na minuto točno. Ptolemajeva krajevna širina je imela napako 14'. Strinjal se je (Navodilo 1.4), da je najboljši način za določanje dolžin hkratno opazovanje Luninih mrkov, vendar ni bil v stiku z drugimi učenjaki, in tako je imel le 500 let stare podatke za mrk v Arbeli. Pri pretvorbi 700 stadijev na stopinjo na 500 sta Ptolemaj ali Marinos ustrezno razširila dolžinske razlike med mesti, kar je prvi uvidel P. Gosselin leta 1790. S tem so kraji na vzhodu in zahodu raztegnili stopinjsko, ne pa tudi po razdaljah. Točne dolžine so ostale problem vse do izuma pomorskega kronometra ob koncu 18. stoletja. Izvirni topografski seznam ni moč rekonstruirati. Dolge tabele z numeričnimi vrednostmi so se prenesle preko kopij, ki so vsebovale mnogo pisarskih napak. Dodajali in izboljševali so tudi topografske podatke.
Nekateri njegovi zemljevidi naj bi prikazovali dele »novega sveta«. Morda kažejo dele Nove Anglije in Kanade. Nekateri so na njih videli tudi Antarktiko in Južno Ameriko, napačno postavljeni ob Kitajski. To je podobno kot pri zagonetnih zemljevidih Pirija Reisa.

### Geometrija in matematika
Ptolemaj je naprej razvil Menelajeva dela na področju sferne geometrije. V Almagestu je podal tabele tetiv lokov s korakom 1/2°, od 0° do 180°, kar je točno na 1/3600 enote. Pojasnil je tudi svojo metodo za konstrukcijo takšnih tabel lokov in v slogu knjige je nanizal mnogo primerov, kako jih uporabimo pri iskanju neznanih količin trikotnikov iz znanih. V svojih tabelah tetiv v krogu je zapisal, da je v krogu s polmerom 60 tetiva s središčnim kotom 1°, dolga približno:
(1, 2, 50)[60] = 1 / 60 + 2 / 602 + 50 / 606 = 377 / 21600 = 0,0174537.
Okoli leta 150 je izračunal vrednost števila π v 60. sestavu in dobil:
π = (3, 8, 30)[60] = 3 / 60 + 8 / 602 + 30 / 606 = 3 + 2 / (3·5) + 1 / (23 · 3 · 5) = 377 / 120 = 13 · 29/(23 · 3 · 5) = [3;7,17] = 3,14166666667 .
Če je aproksimiral obseg zgornjega kroga z obsegom pravilnega mnogokotnika s številom stranic n = 360 = 23 · 32 · 5, je dobil enak približek:
π = (3, 8, 30)[60] = … = 3 + 1 / (2 · 5) + 1 / (23 · 3) = 377 / 120 .
Uporabljal je tudi Arhimedovo zgornjo vrednost π = 22/7 in 355/113, ki ji do tega časa ne vemo izvora. V knjigi so enačbe za sinus in kosinus vsote in razlike dveh kotov, kakor tudi začetki sferne trigonometrije. Izreki so izraženi v geometrijski obliki. Našo današnjo trigonometrično pisavo je vpeljal šele Euler.
Ptolemaj je našel, kar sedaj imenujemo Menelajev izrek za reševanje sfernih trikotnikov. Za nekaj stoletij je bila njegova trigonometrija osnova vsakega astronoma. Mogoče ob istem času so indijski astronomi razvili trigonometrični sestav, ki je temeljil na funkciji sinus, ne pa na lokih kot pri Grkih. Ta funkcija sinusa, nasprotno današnji, ni bila razmerje, ampak enostavno dolžina stranice, nasprotne kotu v pravokotnem trikotniku s stalno hipotenuzo. Uporabljali so različne vrednosti za hipotenuzo. V 8. stoletju so arabski astronomi prevzeli obe metodi, grško in indijsko, vendar so, kakor je videti, raje uporabljali indijsko. Sinus je pri njih ustrezal polovici tetive dvojnega loka, Ptolemaj pa je uporabljal še celo tetivo.
Znan je Ptolemajev izrek, ki povezuje diagonali in stranice tetivnega štirikotnika: v vsakem tetivnem štirikotniku je produkt diagonal enak vsoti produktov nasprotnih stranic:
{\displaystyle ef=ac+bd\!\,.}
Uporabljamo ga v trigonometriji. Če je tetivni štirikotnik pravokotnik, velja Pitagorov izrek. V knjigi je tudi njegov izrek o pravokotniku, ki ga včrtamo krogu. V splošnejši obliki velja Ptolemajeva neenakost:
{\displaystyle ef\leq ac+bd\!\,.}
Enakost velja le, kadar je štirikotnik tetivni, kadar vsa njegova oglišča ležijo na eni krožnici.
Ptolemaj je poskušal dokazati tudi 5. Evklidov izrek o vzporednicah kar mu zaradi narave izreka ni uspelo.

### Astrologija
Močno je verjel v astrologijo. Od leta 139 do 161 je napisal astrološko delo Štiri knjige (Tetrabiblos) in ker je kot učenjak užival velik ugled, so jo vzeli resno. Nekateri krogi še danes pripisujejo trajnost njegove slave predvsem zaradi njegove usmerjenosti k astrologiji. To je vsekakor pretirano, ker njegovo glavno delo govori samo zase.

### Glasba
Ptolemaj je napisal tudi vplivno delo Harmonije o teoriji glasbe in matematiki o glasbi. Kritiziral je pristope svojih prednikov. Razpravljal je o temeljnih glasbenih intervalih s pomočjo matematičnih razmerij z razliko od Aristoksenovih privržencev in v skladu s Pitagorovimi učenci. Podprl jih je z empiričnimi opazovanji z razliko od teoretičnega pristopa pitagorejcev. V Harmonijah je pisal o tem, kako je moč glasbene note pretvoriti v matematične enačbe in obratno. To imenujejo pitagorejsko uglaševanje, ker ga je prvi odkril Pitagora. Pitagora je na eni strani verjel, da mora matematika glasbe temeljiti na razmerju 3:2, Ptolemaj pa je menil, da mora v splošnem  obsegati le tetrakorde in oktave. Predstavil je svojo delitev tetrakordov in oktav, ki jo je izpeljal s pomočjo monokorda. Svojo zanimanje za astronomijo je nakazal tudi v razpravi o glasbi sfer.

### Fizika
Napisal je tudi Optiko, ki se je ohranila v slabem arabskem prevodu in v približno dvanajstih rokopisih latinskega prevoda iz arabščine, ki jih je napisal sicilijski admiral Evgenij iz Palerma okoli leta 1154. V tem delu je Ptolemaj pisal o značilnostih svetlobe, o odboju, lomu in barvi. Delo je pomemben del zgodnje zgodovine optike.

## Prevodi Ptolemajevih del
Almagest se je ohranil v arabskih rokopisih. Zaradi slovesa so ga v latinščino v 12. stoletju prevedli dvakrat, enkrat na Siciliji in v Španiji.
Al-Batriq je prevedel njegovo delo Quadri partitum. Herman Koroški je prevedel al-Majritijeve komentarje k Ptolemajevemu delu Planisphaerium in Ptolemajevo delo Kanoni. Planisphaerium obsega obravnavo stereografske projekcije ter širine in dolžine na krogli, kar so grški primeri koordinat.
Planud je v latinščino prevedel njegovo delo Zemljepisno navodilo.

## Priznanja

### Poimenovanja
Po njem se imenujeta dva kraterja: na Luni (Ptolemaj) s koordinatama 9,2° južno; 1,8° zahodno, premerom 153 km in globino 2,4 km, in na Marsu (Ptolemaj). Prav tako se po njem imenuje asteroid 4001 Ptolemaj.